# نورا گرگور
نورا گرگور (انگلیسی: Nora Gregor؛ ۳ فوریهٔ ۱۹۰۱ – ۲۰ ژانویهٔ ۱۹۴۹) هنرپیشه اهل اتریش بود. وی بین سال‌های ۱۹۲۰ تا ۱۹۴۵ میلادی فعالیت می‌کرد.
از فیلم‌هایی که وی در آن نقش داشته است می‌توان به قواعد بازی و میکل اشاره کرد.

## مرگ
او به دلیل تبعیدش به آمریکای جنوبی افسرده بود و بسیاری از منابع ادعا می کنند که مرگ زودهنگام او در وینا دل مار، شیلی یک خودکشی بوده است.  با این حال، زندگی‌نامه‌نویس او، هانس کیتزمولر، خودکشی را بعید می‌داند و خاطرنشان می‌کند که مرگ او احتمالاً به دلایل طبیعی بوده است.